# Javier Portillo
Javier García Portillo (ur. 30 marca 1982 w Aranjuez) – piłkarz hiszpański grający na pozycji napastnika.

## Kariera klubowa
Portillo pochodzi z małego miasta Aranjuez, leżącego na przedmieściach Madrytu. Piłkarską karierę rozpoczął w Realu Madryt, w którego trafił w 1994 roku. Od tego czasu przez 7 sezonów był graczem juniorskich drużyn różnych szczebli i przez ten czas strzelił aż 150 goli, dzięki czemu pobił rekord wszech czasów legendy Realu, Raúla. W sezonie 2001/2002 Portillo grał już w rezerwach madryckiego klubu, a latem po sezonie podpisał profesjonalny kontrakt z pierwszym zespołem. W Primera División zadebiutował 6 października w wygranym 5:2 meczu z Deportivo Alavés. W ataku Realu był dopiero czwartym w hierarchii napastnikiem za Ronaldo, Raúlem oraz Fernando Morientesem. Wystąpił tylko w 10 ligowych meczach, ale zdobył w nich 5 goli (swojego pierwszego w wygranym 4:1 meczu z Valencią i sięgnął po swój pierwszy tytuł mistrza Hiszpanii. W sezonie 2003/2004 nie było już Morientesa w składzie i Portillo grał jako trzeci napastnik Realu, jednak w 18 rozegranych spotkaniach strzelił tylko 1 bramkę, a "Królewscy" zajęli dopiero 4. pozycję w La Liga.
Sezon 2004/2005 Portillo został wypożyczony do Fiorentiny. W Serie A zadebiutował 12 września w przegranym 0:1 meczu z Romą. W lidze wystąpił w 11 meczach i zdobył 1 gola (w zwycięskim 2:0 spotkaniu z Chievo Werona), a w styczniu powrócił do Realu, ale w drużynie prowadzonej przez Vanderleia Luxemburgo rozegrał tylko 3 mecze. Latem 2005 ponownie został wypożyczony, tym razem do belgijskiego Club Brugge. Zdobył dla tego zespołu 8 bramek w lidze, grał w wyjściowej jedenastce, także w rozgrywkach Ligi Mistrzów.
W 2006 roku Portillo wrócił do Realu. Jednak nie miał szans na grę w składzie drużyny prowadzonej przez Fabio Capello ze względu na konkurencję nie tylko Ronaldo i Raúla, ale także Ruuda van Nistelrooya czy Antonio Cassano. Trafił więc do beniaminka La Liga, Gimnàstic Tarragona, w którym przez rok zdobył 11 bramek będąc najjaśniejszym punktem drużyny. Gimnàstic spadł jednak do Segunda División i Portillo zmienił barwy klubowe. W lecie 2007 podpisał kontrakt z Osasuną. W 2009 roku odszedł z Osasuny do Hérculesa CF. 28 grudnia 2015 ogłosił zakończenie kariery piłkarskiej.
| Sezon   | Klub                 | Kraj      | Rozgrywki          | Mecze | Bramki |
| ------- | -------------------- | --------- | ------------------ | ----- | ------ |
| 2001/02 | Real Madryt Castilla | Hiszpania | Segunda División B | 23    | 15     |
| 2002/03 | Real Madryt          | Hiszpania | Primera División   | 10    | 5      |
| 2003/04 | Real Madryt          | Hiszpania | Primera División   | 18    | 1      |
| 2004/05 | AC Fiorentina        | Włochy    | Serie A            | 11    | 1      |
| 2004/05 | Real Madryt          | Hiszpania | Primera División   | 3     | 0      |
| 2005/06 | Club Brugge          | Belgia    | Eerste Klasse      | 24    | 8      |
| 2006/07 | Gimnàstic Tarragona  | Hiszpania | Primera División   | 34    | 11     |
| 2007/08 | CA Osasuna           | Hiszpania | Primera División   | 18    | 2      |
| 2008/09 | CA Osasuna           | Hiszpania | Primera División   | 20    | 1      |
| 2009/10 | CA Osasuna           | Hiszpania | Primera División   | 2     | 0      |
| 2009/10 | Hércules CF          | Hiszpania | Segunda División   | 16    | 5      |
| 2010/11 | Hércules CF          | Hiszpania | Primera División   |       |        |

## Kariera reprezentacyjna
W swojej karierze Portillo występował w młodzieżowych reprezentacjach Hiszpanii w kategoriach U-19 i U-21.